# Biserica reformată din Panticeu
Biserica reformată din Panticeu este un monument istoric aflat pe teritoriul satului Panticeu, comuna Panticeu, județul Cluj.

## Localitatea
Panticeu (în maghiară Páncélcseh) este satul de reședință al comunei cu același nume din județul Cluj, Transilvania, România. Menționat pentru prima oară în 1314 cu denumirea Cseh.

## Biserica
În timpul domniei lui Gabriel Bethlen s-a constituit în Panticeu comunitatea reformată–calvină. Ea a folosit o biserică mai veche, lăcaș de cult pentru romano-catolici, care a existat la Panticeu, prezența ei fiind consemnată documentar la sfârșitul secolului al XVI-lea și începutul secolului al XVII-lea. Biserica a fost construită în centrul satului Panticeu, pe o ridicătură care îi conferea o bună vizibilitate. A fost înconjurată cu un zid mare din piatră. Mica biserică, cu turn separat, construit din lemn, a fost realizată în stil gotic. Asemănarea pe care o prezintă ca plan și stil de construcție cu biserica reformată din Dej l-a determinat pe Kádár József să afirme că cele două lăcașuri de cult ar putea avea același constructor. Conform tradiției locale, biserica ar fi fost incendiată de tătari. Au urmat renovări numeroase ale lăcașului de cult, care treptat i-au șters identitatea. Una dintre acestea s-a realizat în 1753, cu sprijinul lui Szenási András, József și Borbala. Cu acest prilej a fost refăcut integral unul dintre pereții laterali. O altă refacere datează din 1791 și este menționată într-o inscripție făcută de Asztalos Lörincz, la solicitarea lui Filep Eva, în memoria lui Filep Samuel. Încă o renovare de amploare a fost realizată în anul 1912. 
Biserica reformată avea două clopote. Cel mai mare a fost turnat în 1755 și a fost refăcut la Cluj, în 1815. Dintre obiectele de cult mai vechi care se păstrau la sfârșitul secolului al XIX-lea, Kádár József menționează un potir din argint datat din 1636, dăruit de Fosztó Mária, soția lui Leszai András. O cană cu capac a fost dăruită în 1799 de Solymosi Pál și Liszki Anna. În 1865, biserica reformată din Panticeu avea în proprietate un teren cu o suprafață de cca. 35 de jugăre, care era dat în arendă pentru suma de 168 de florini. La acesta se adăuga și terenul ocupat de cimitir.

## Imagini din exterior

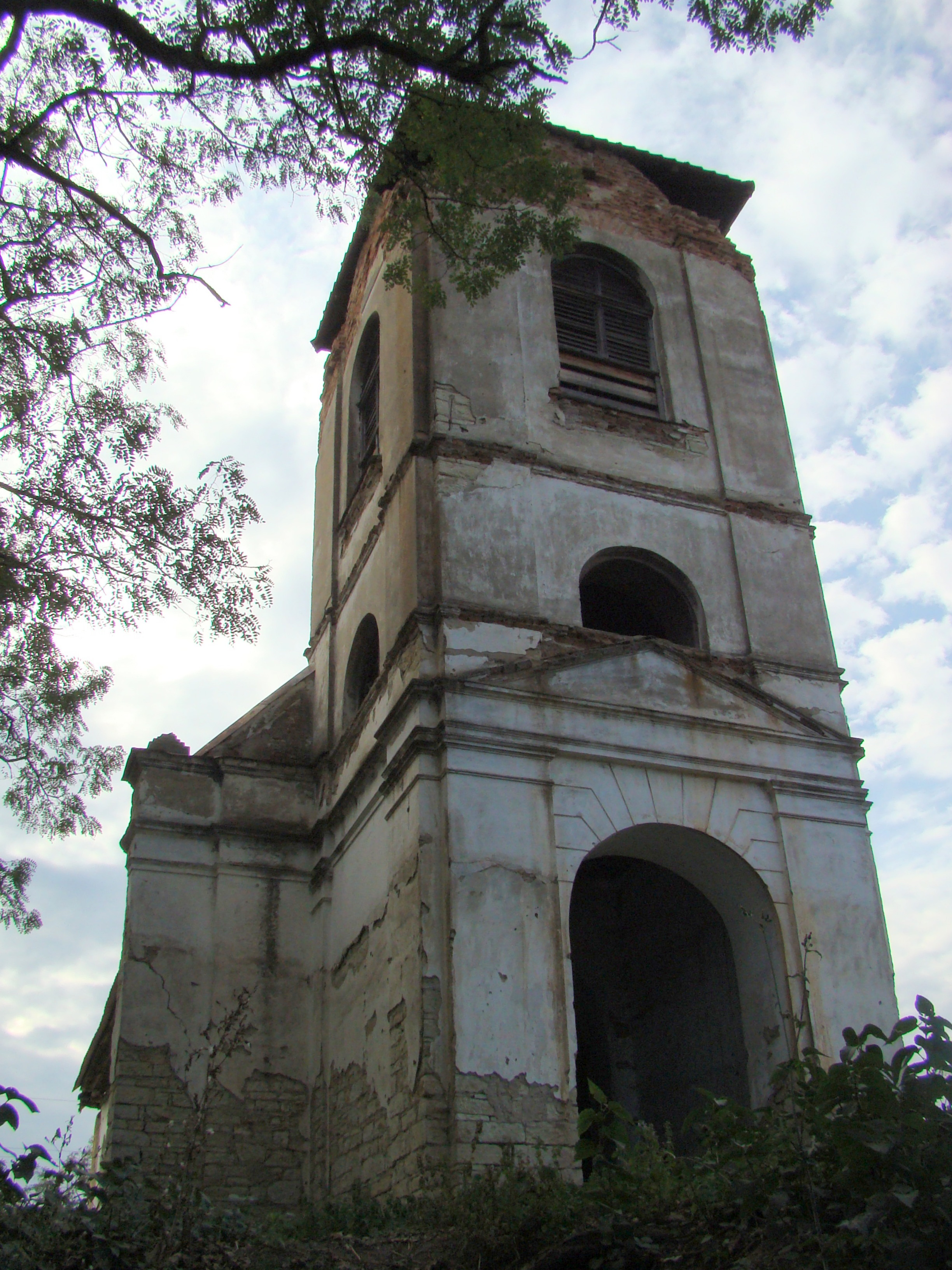
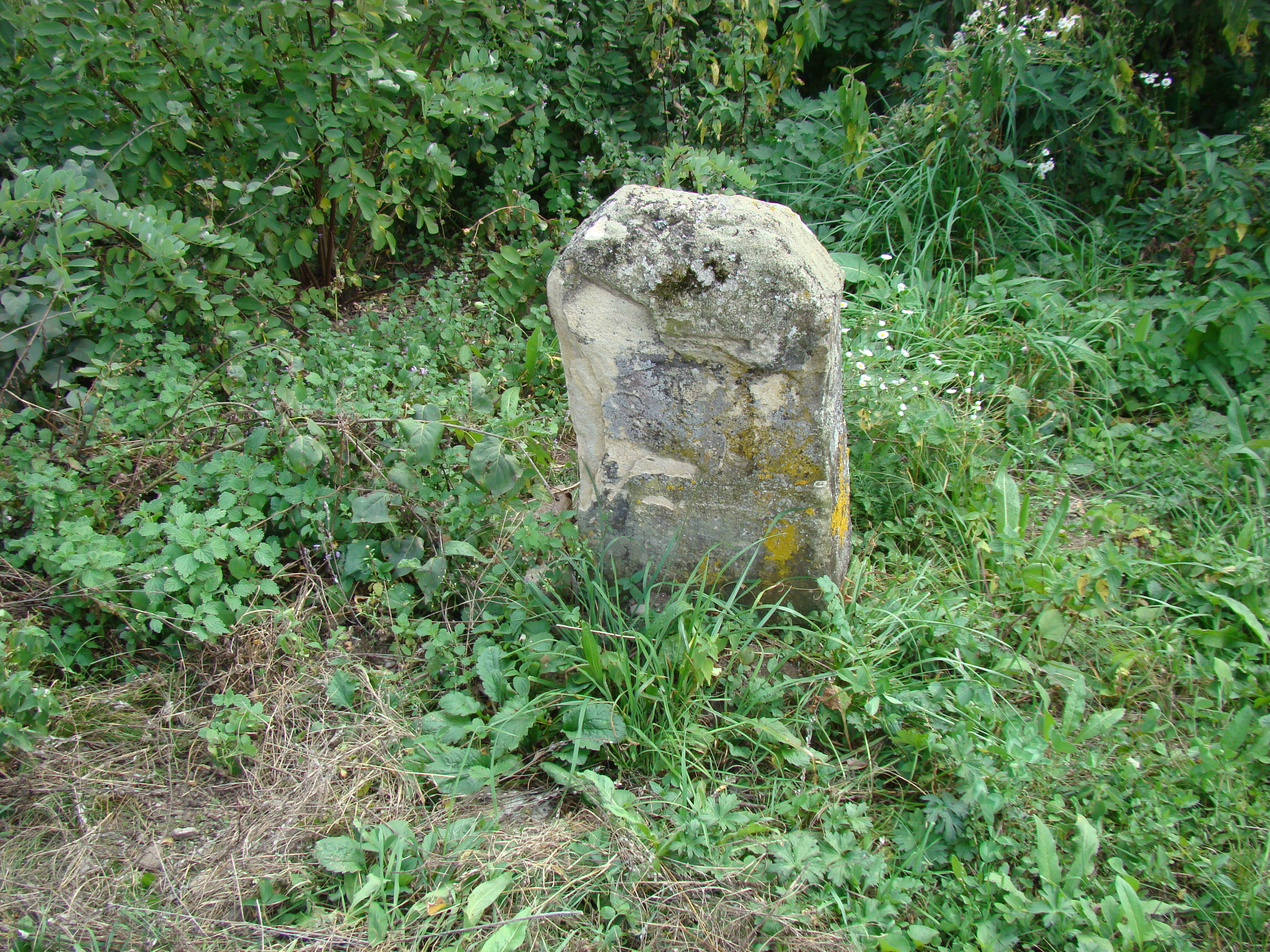
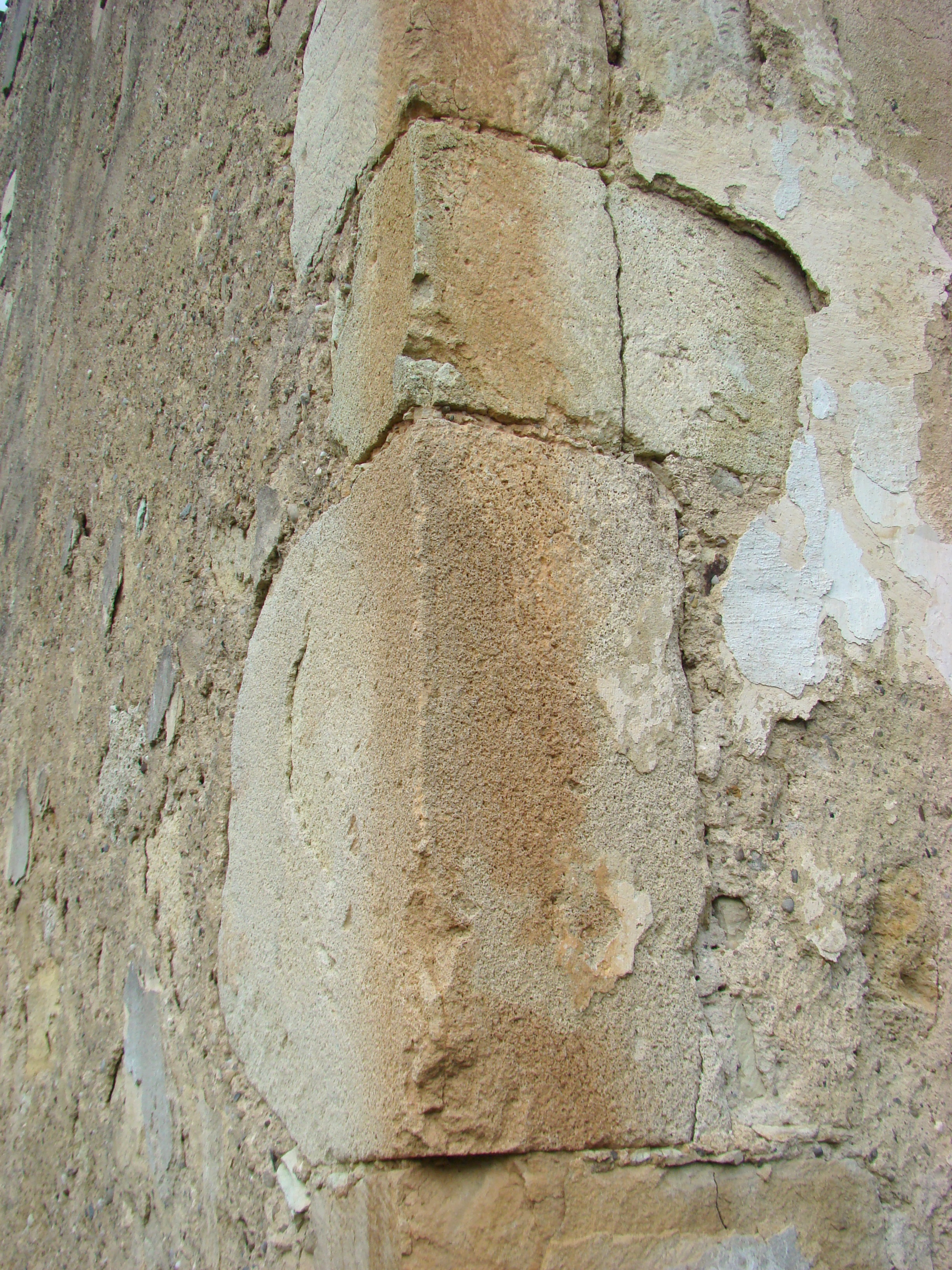
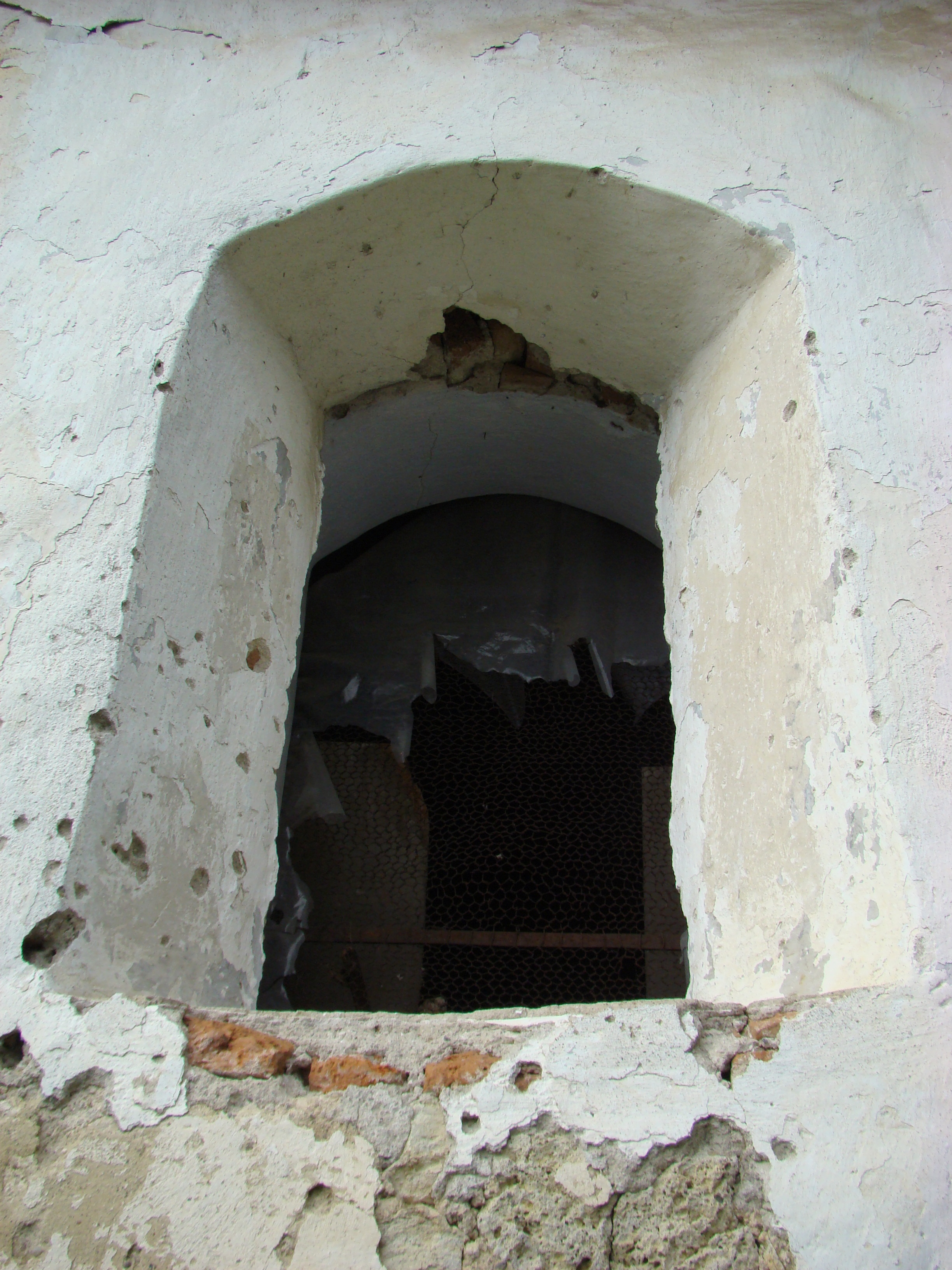
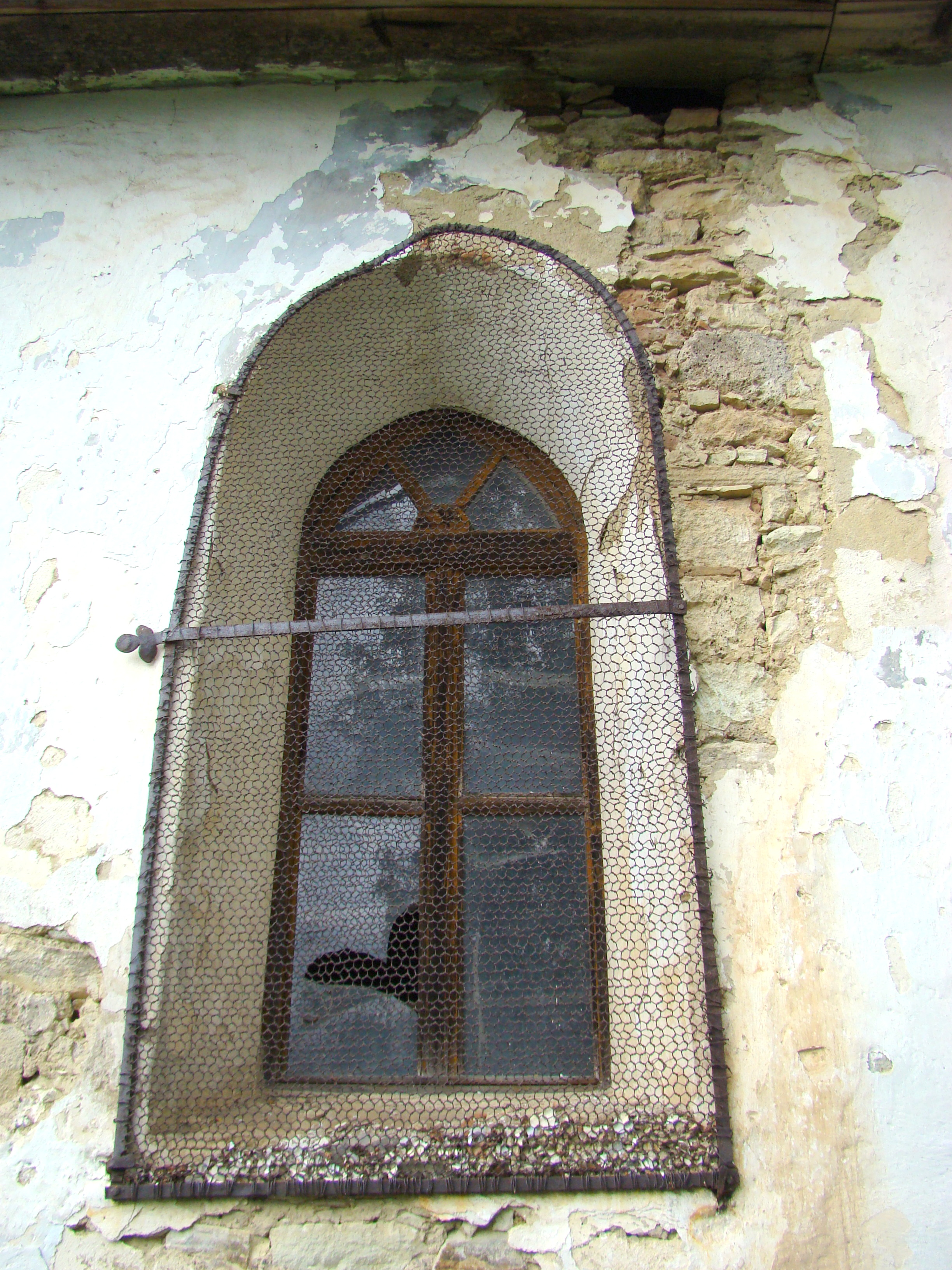
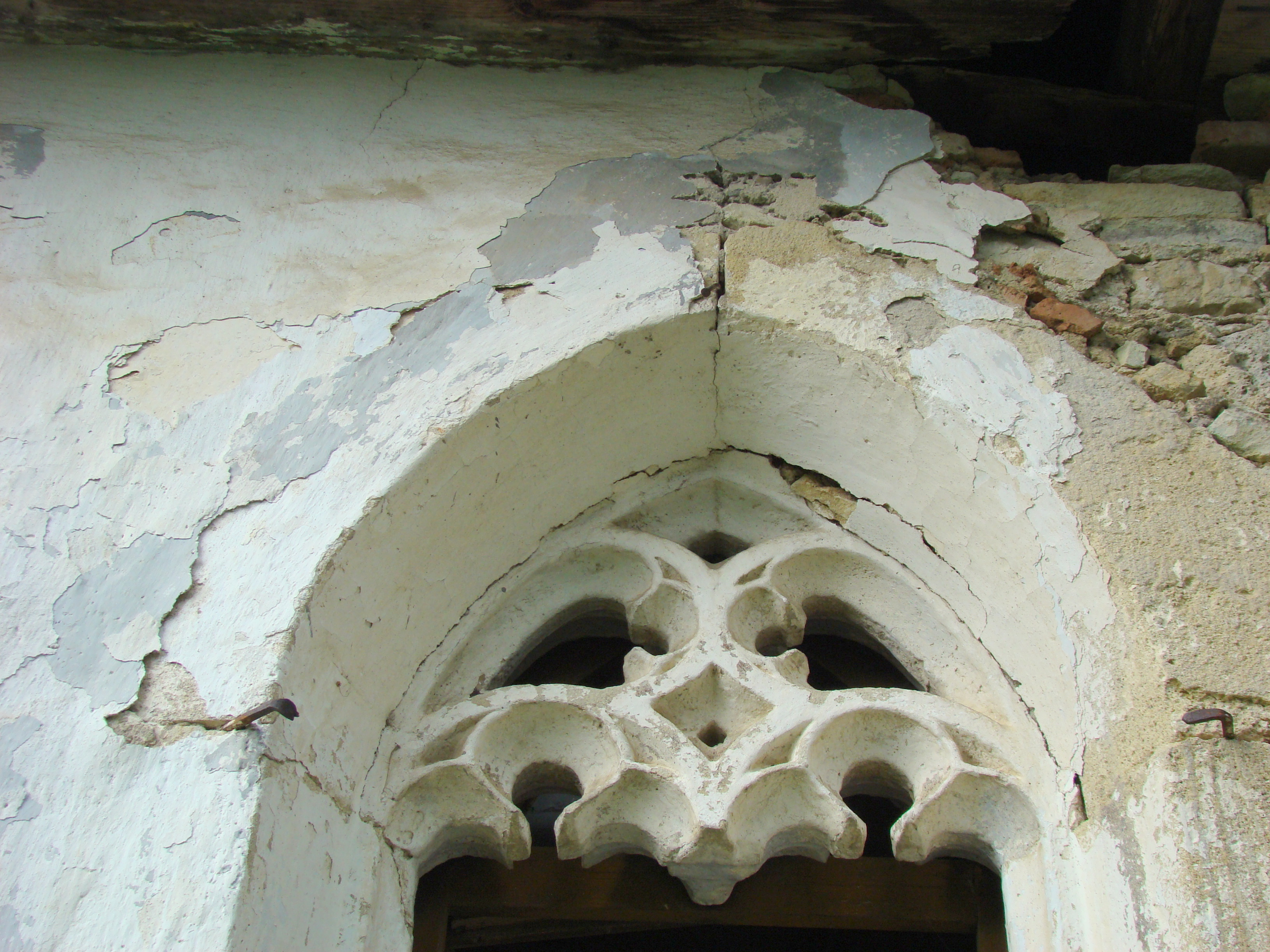
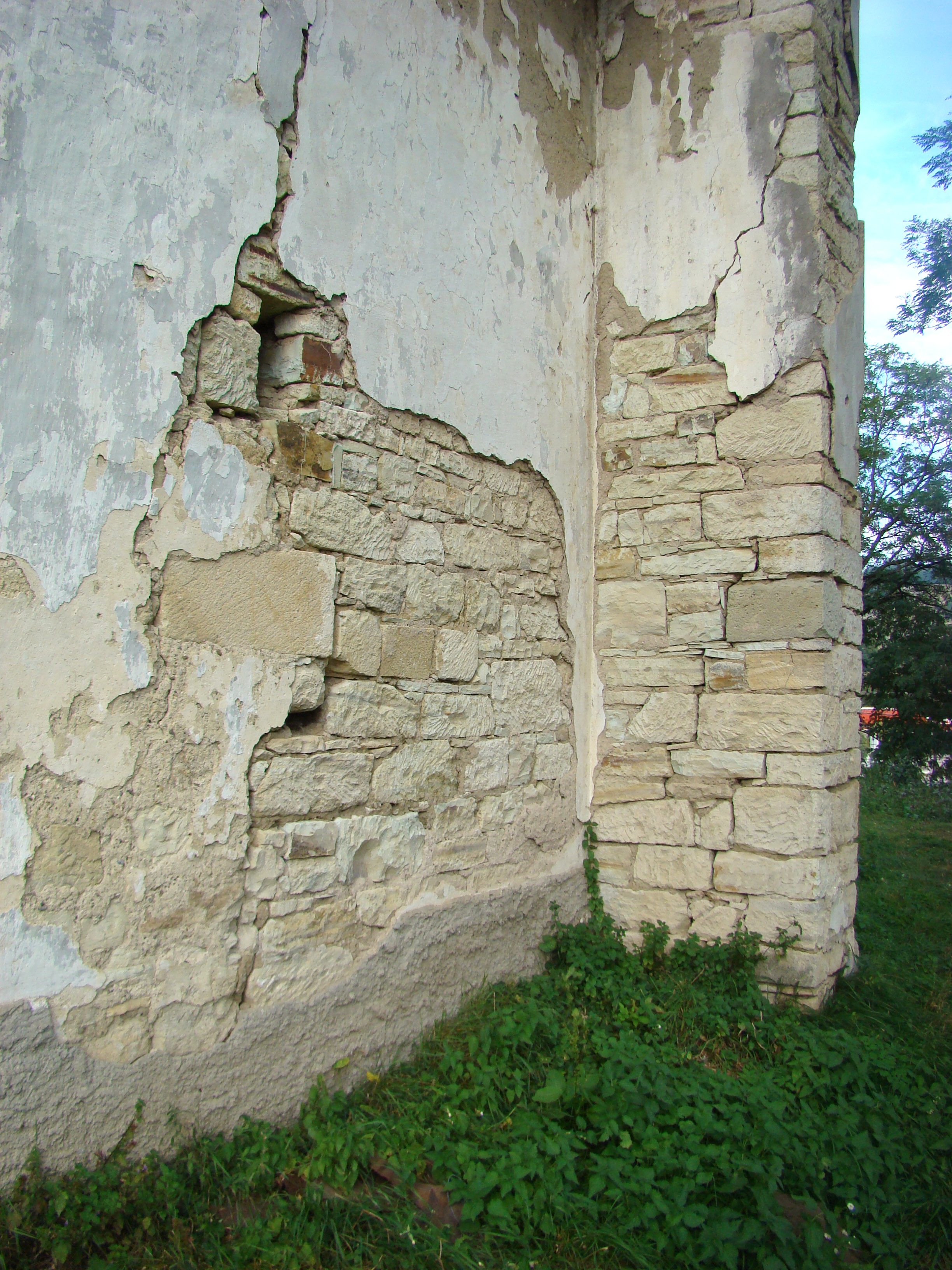
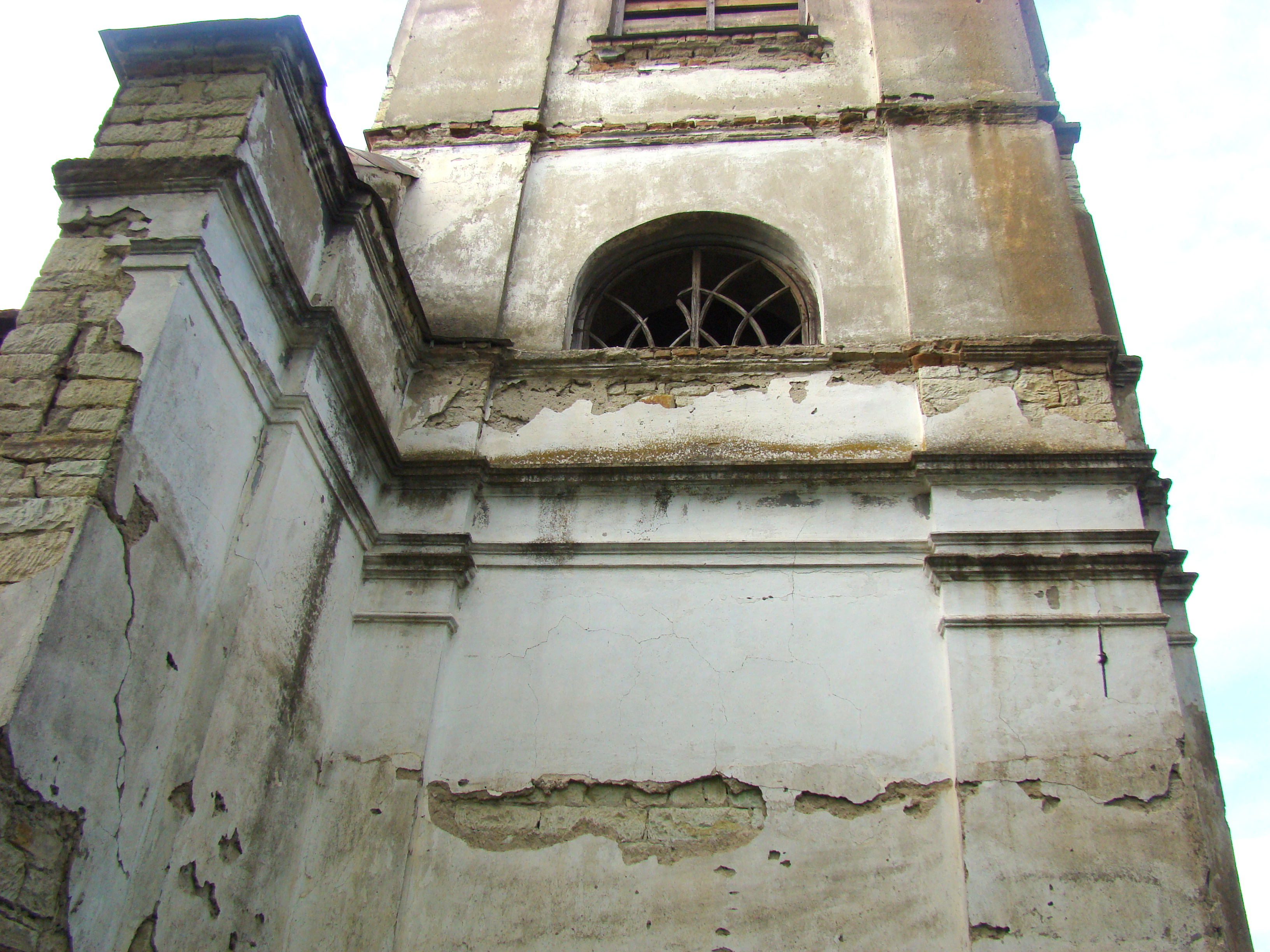
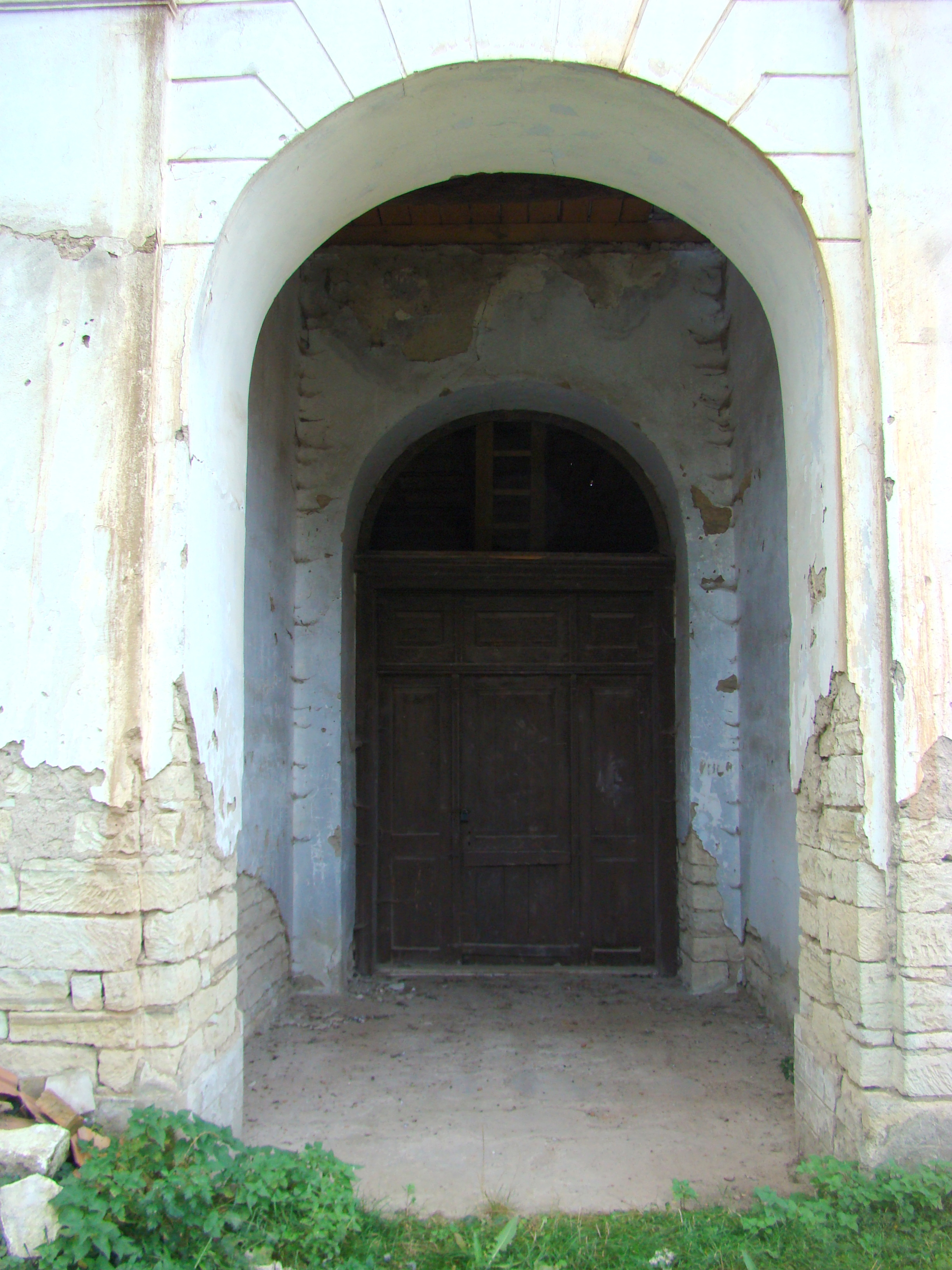
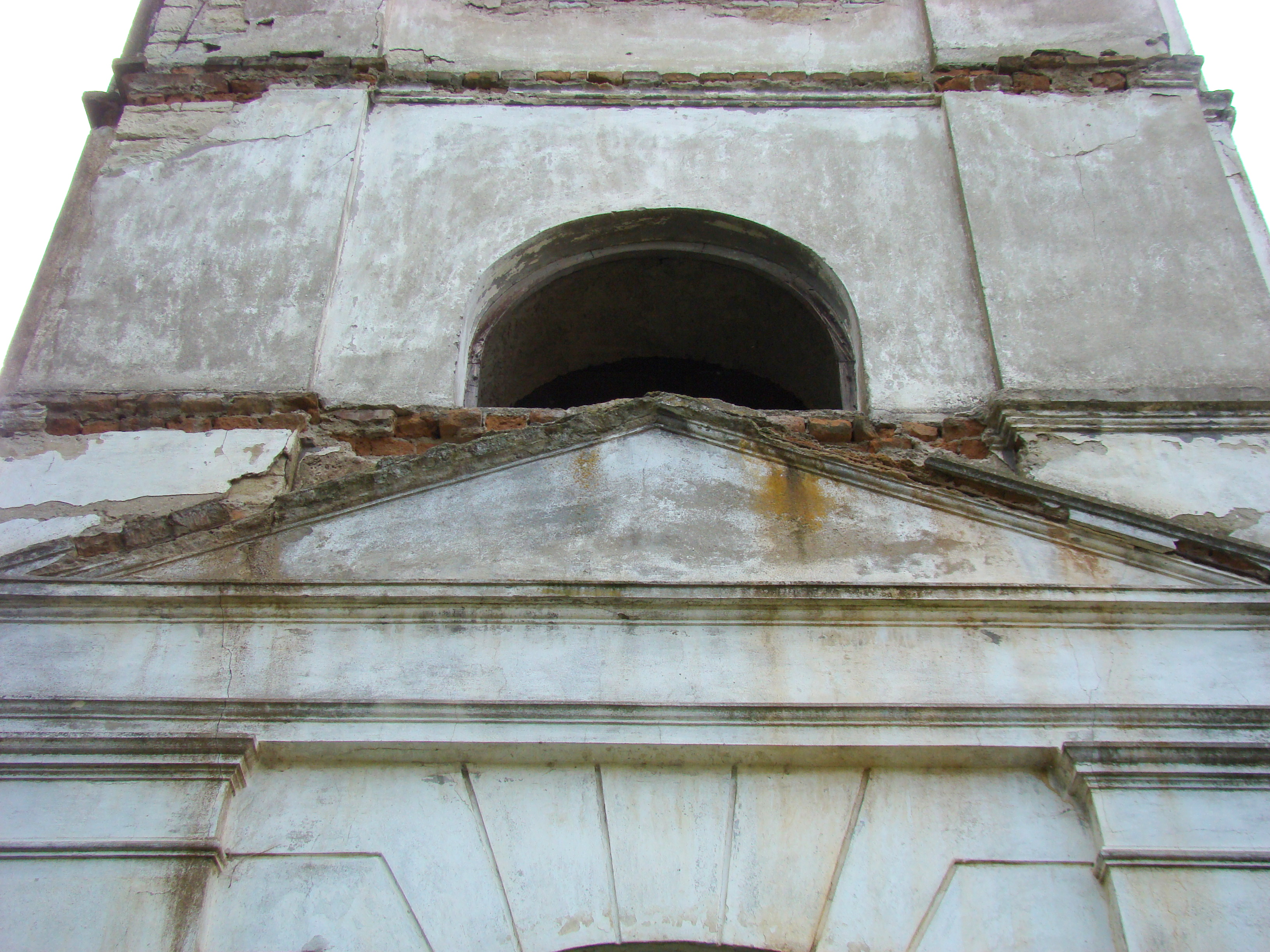
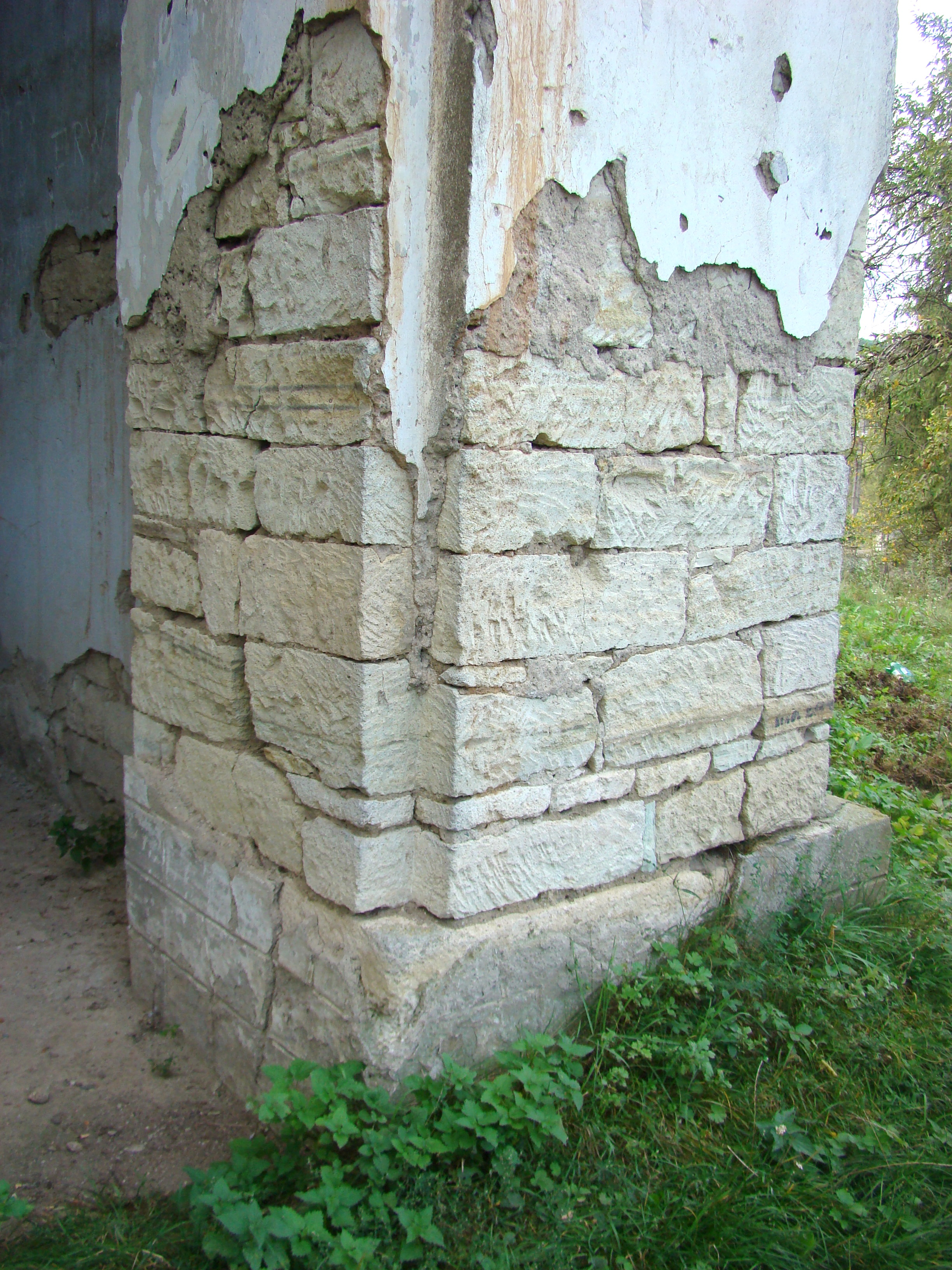
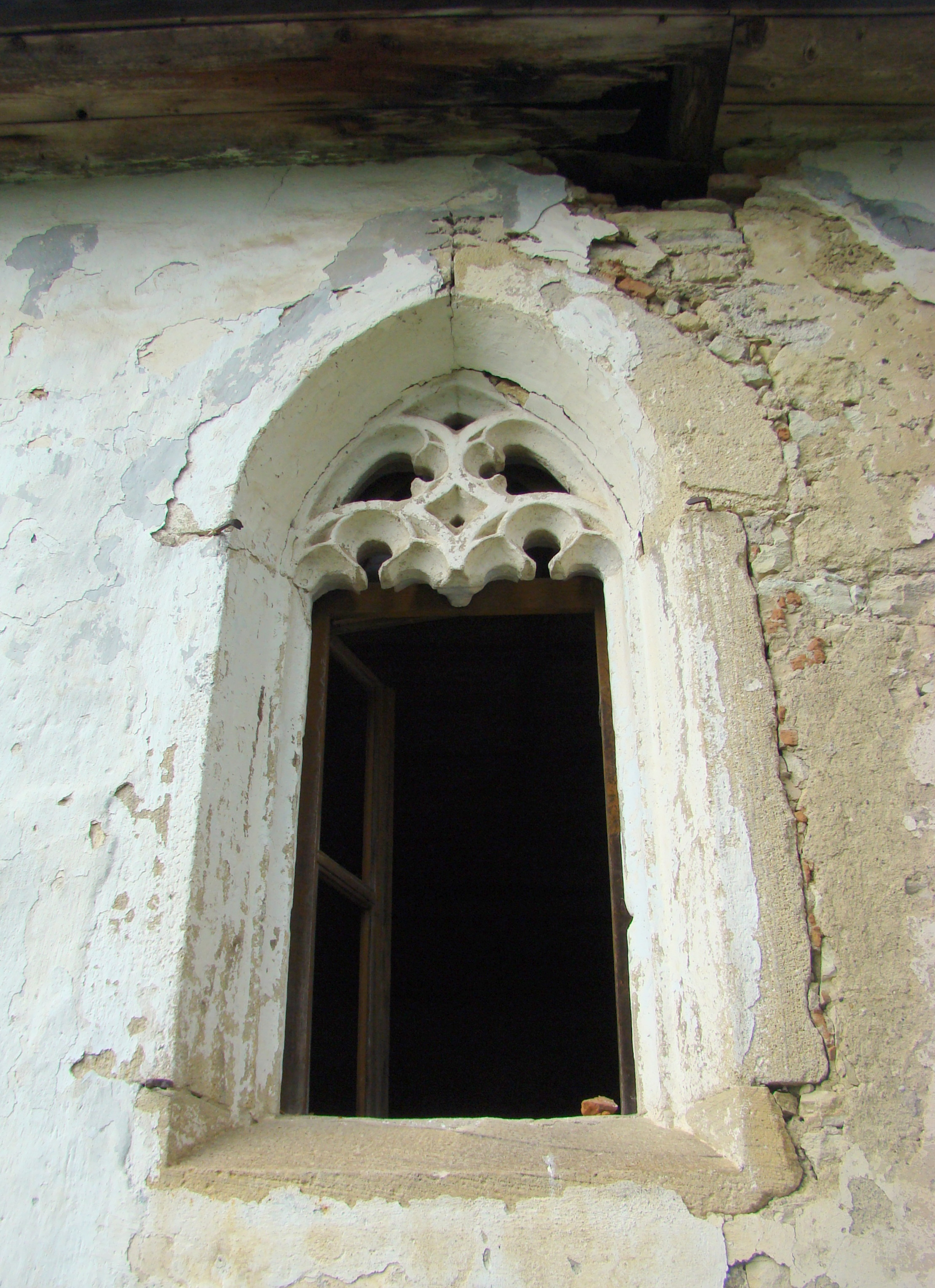
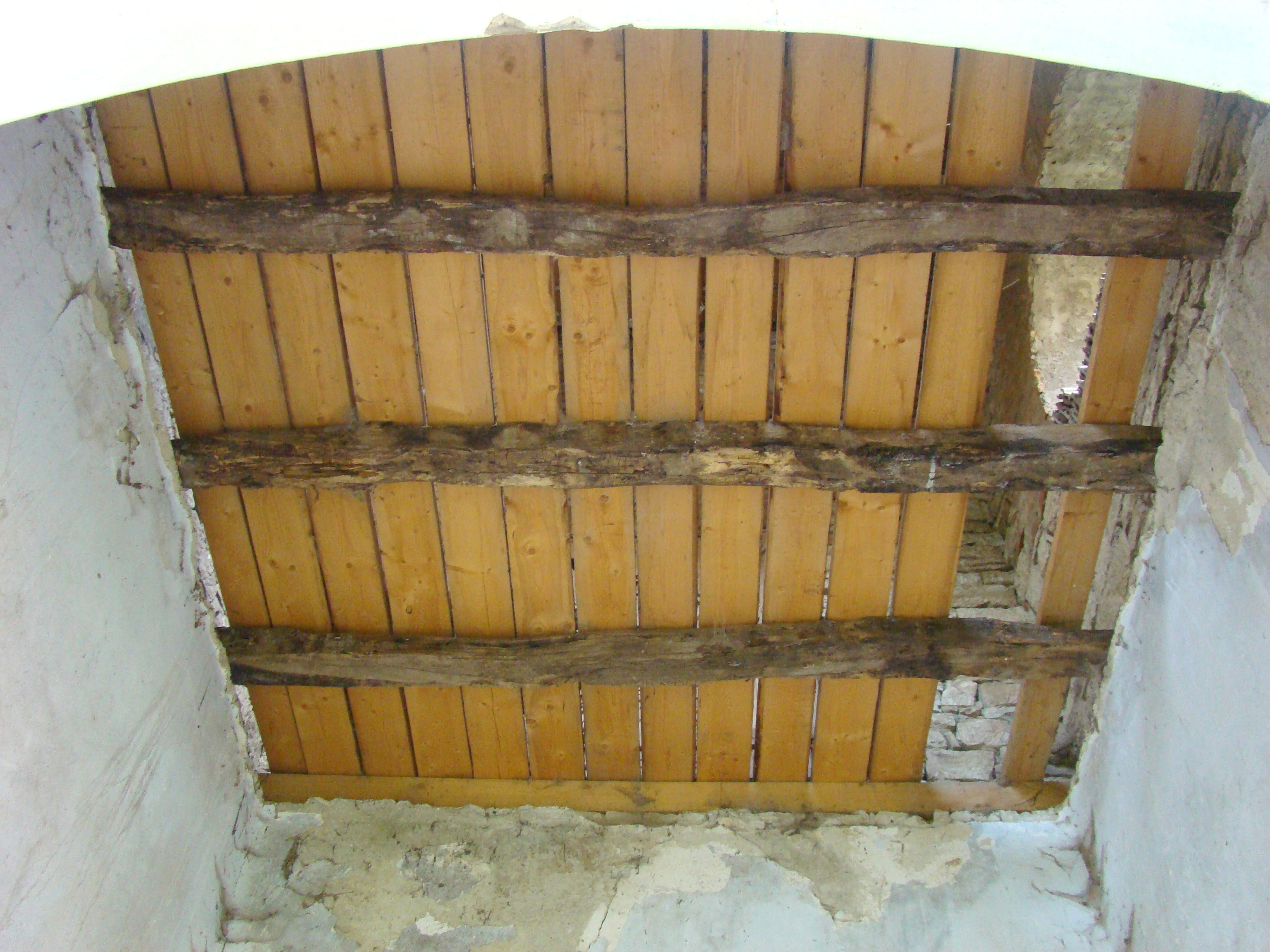
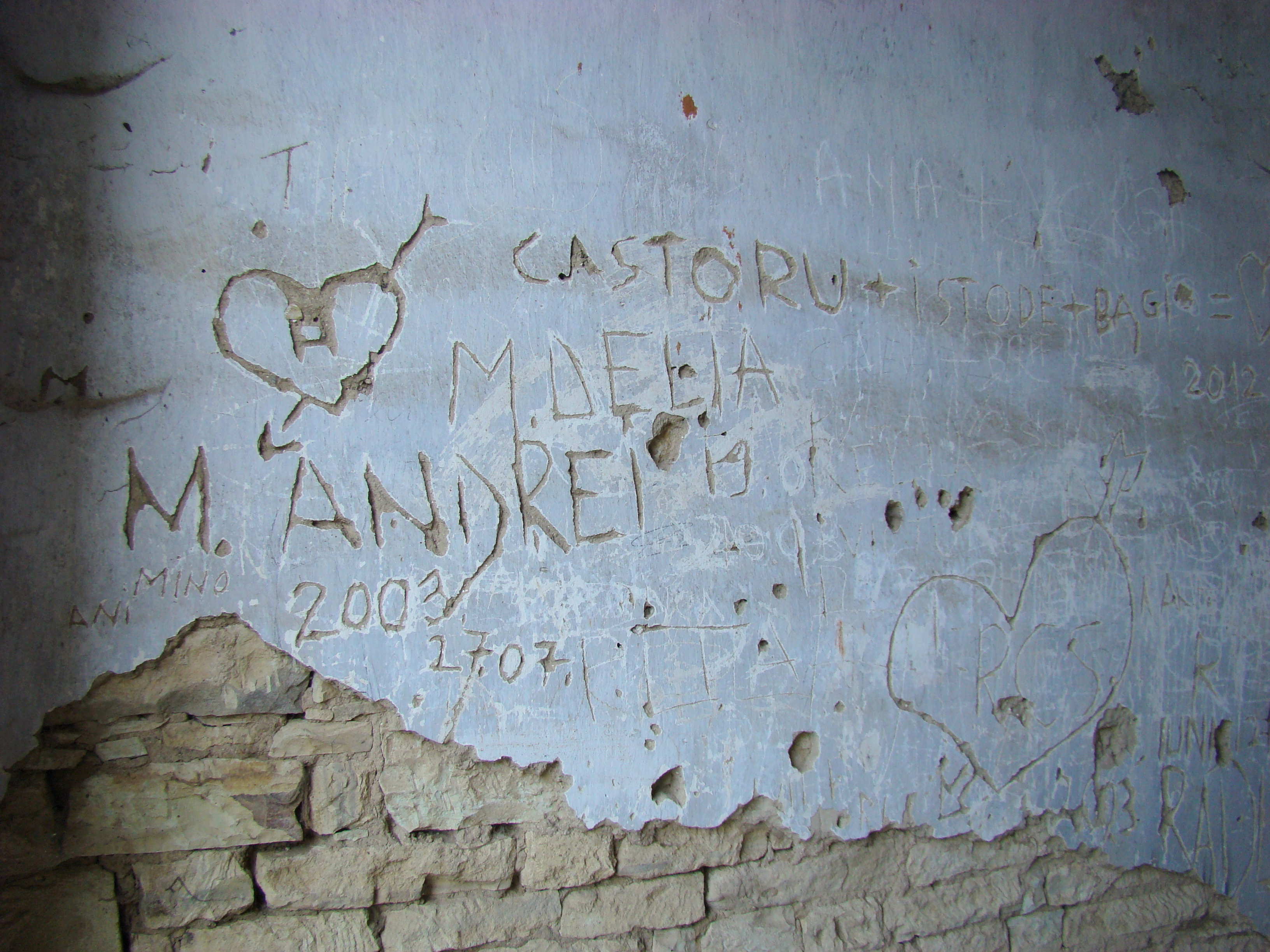
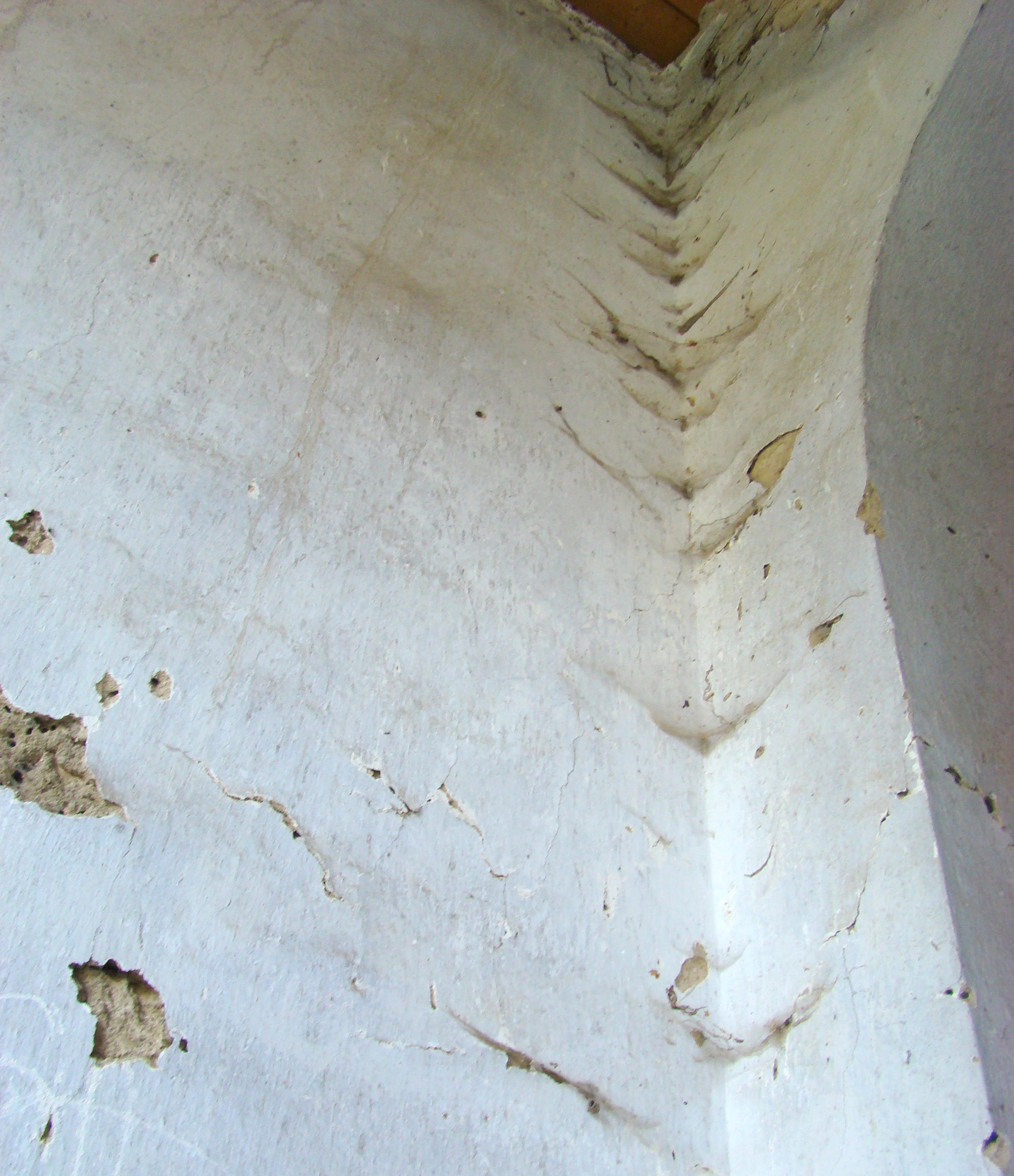
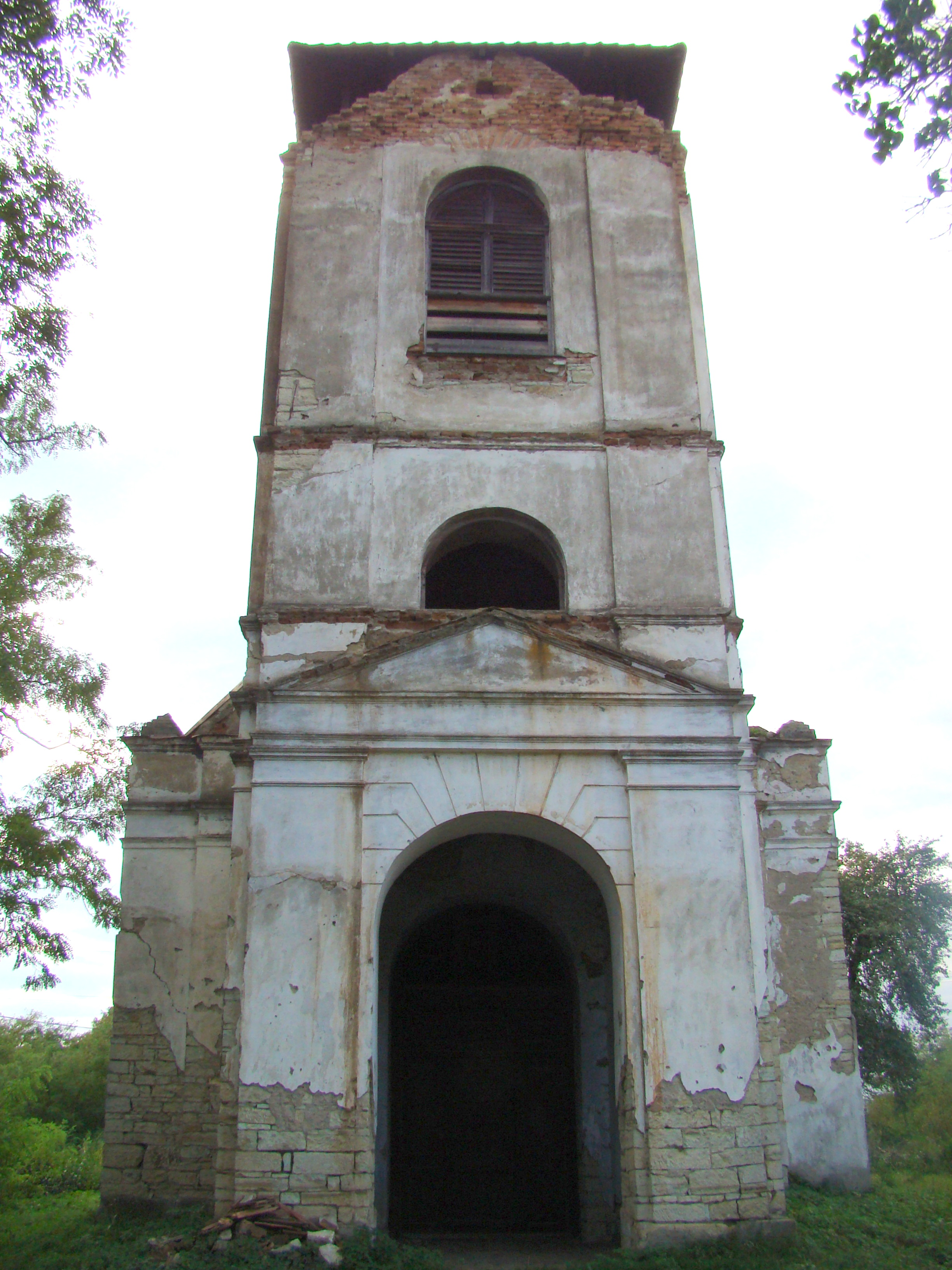
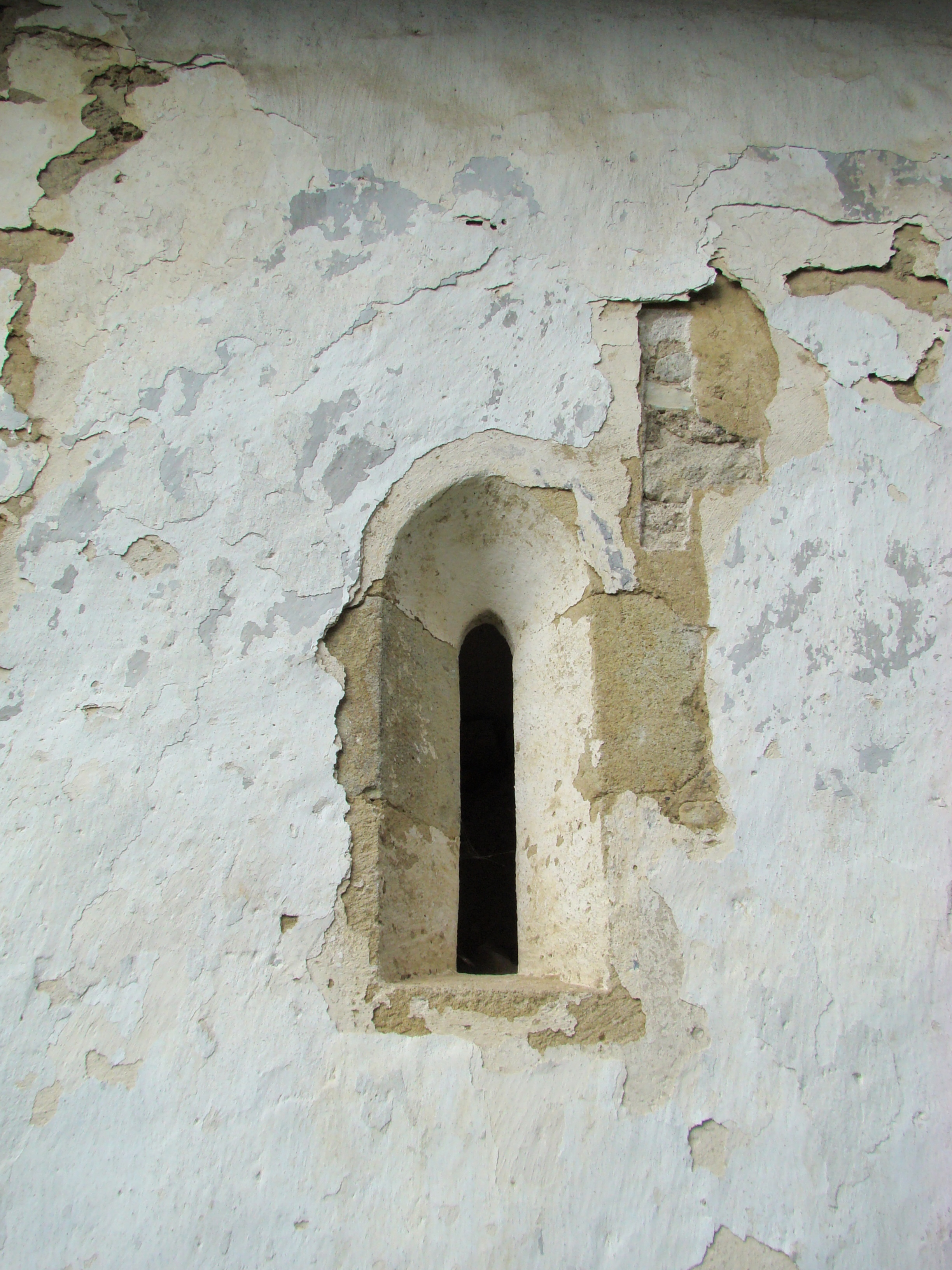
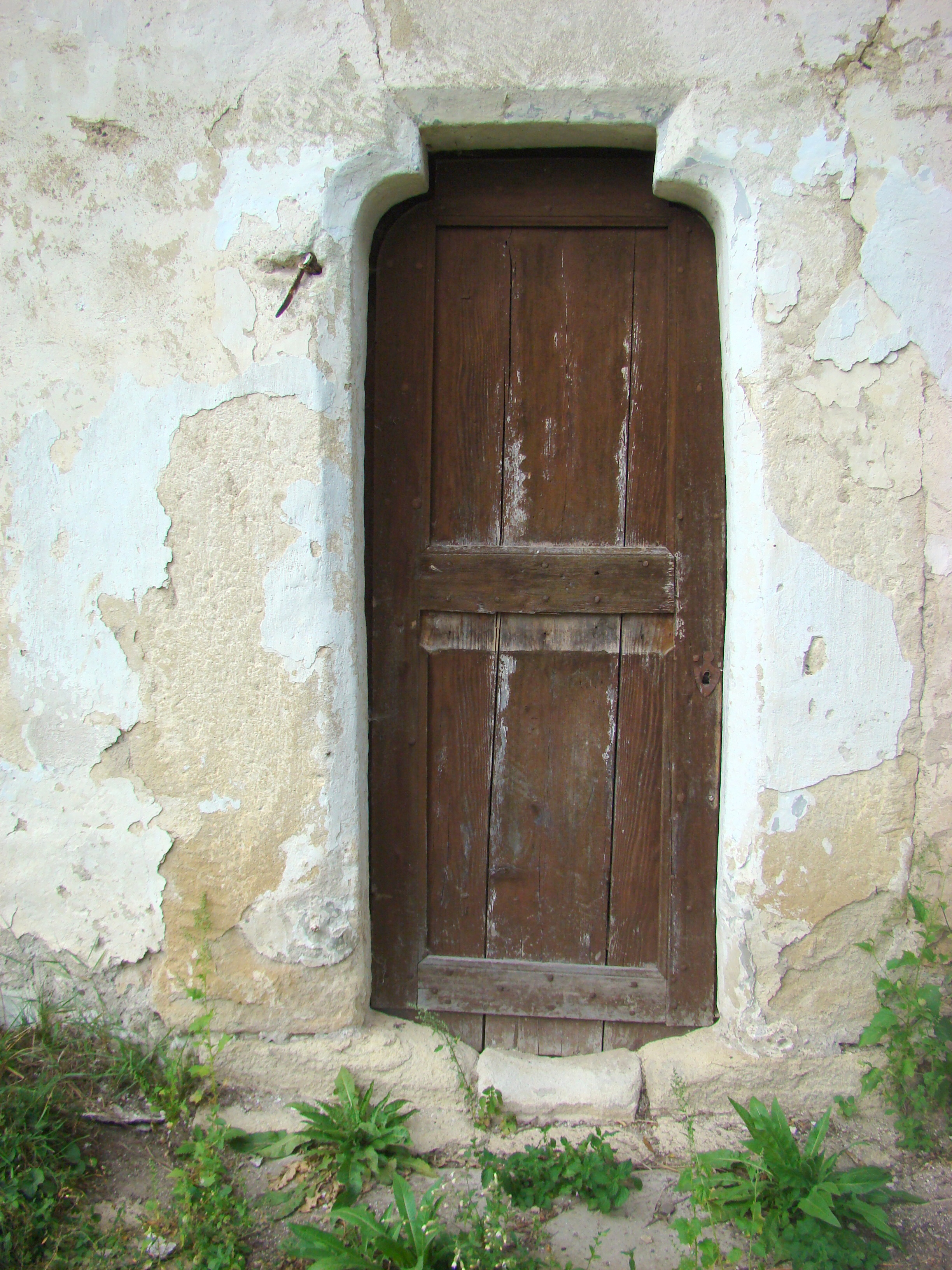
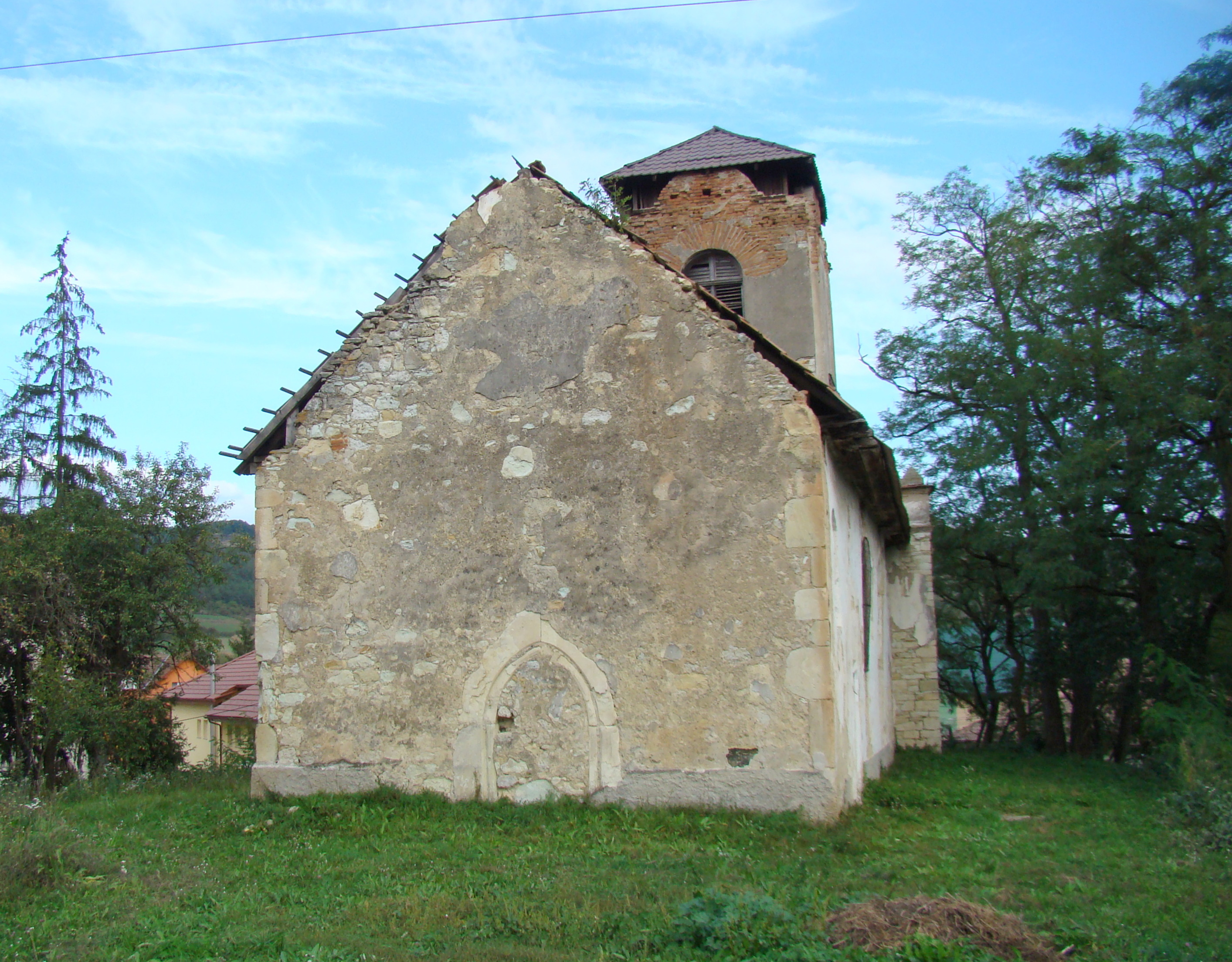
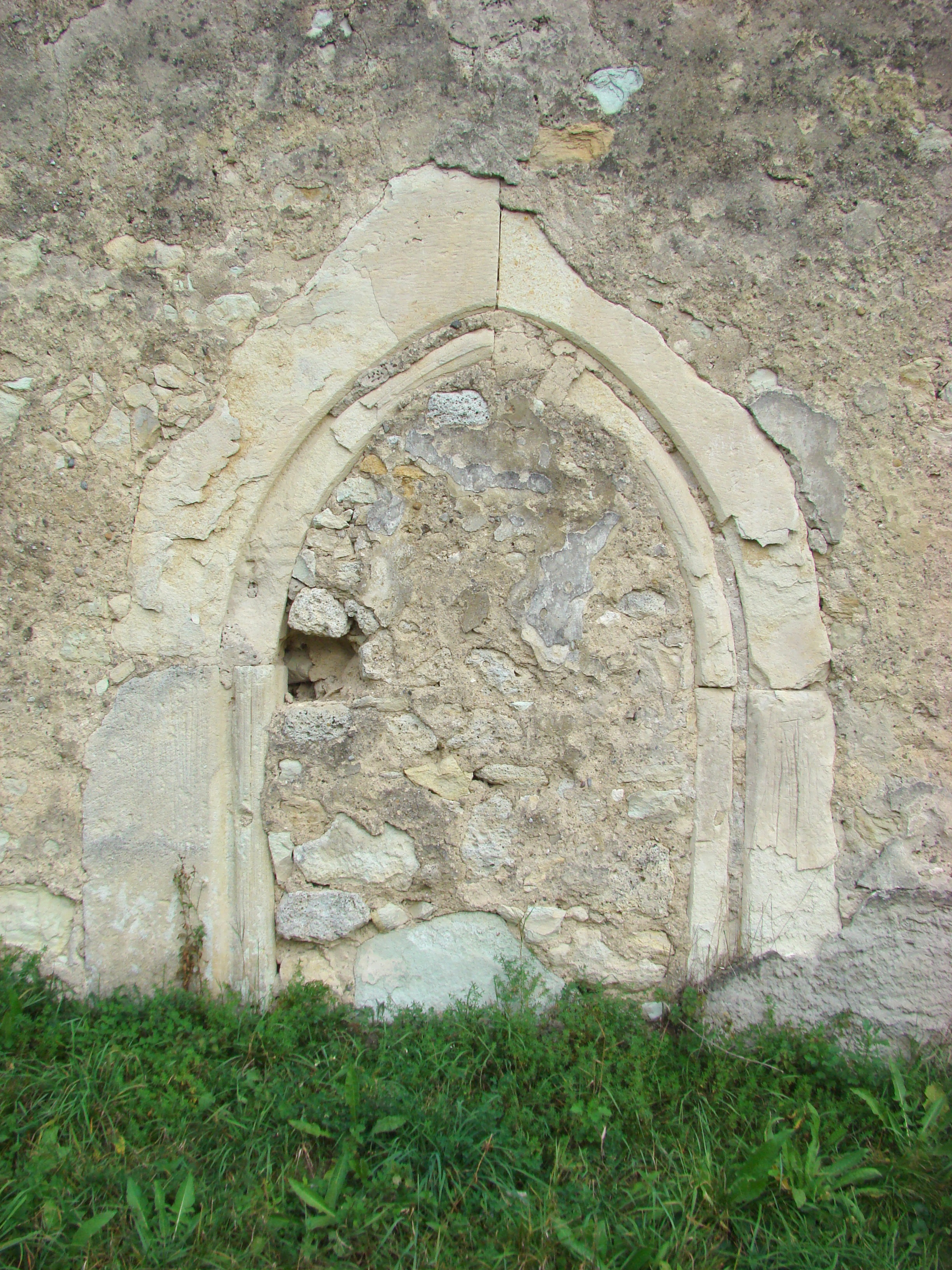
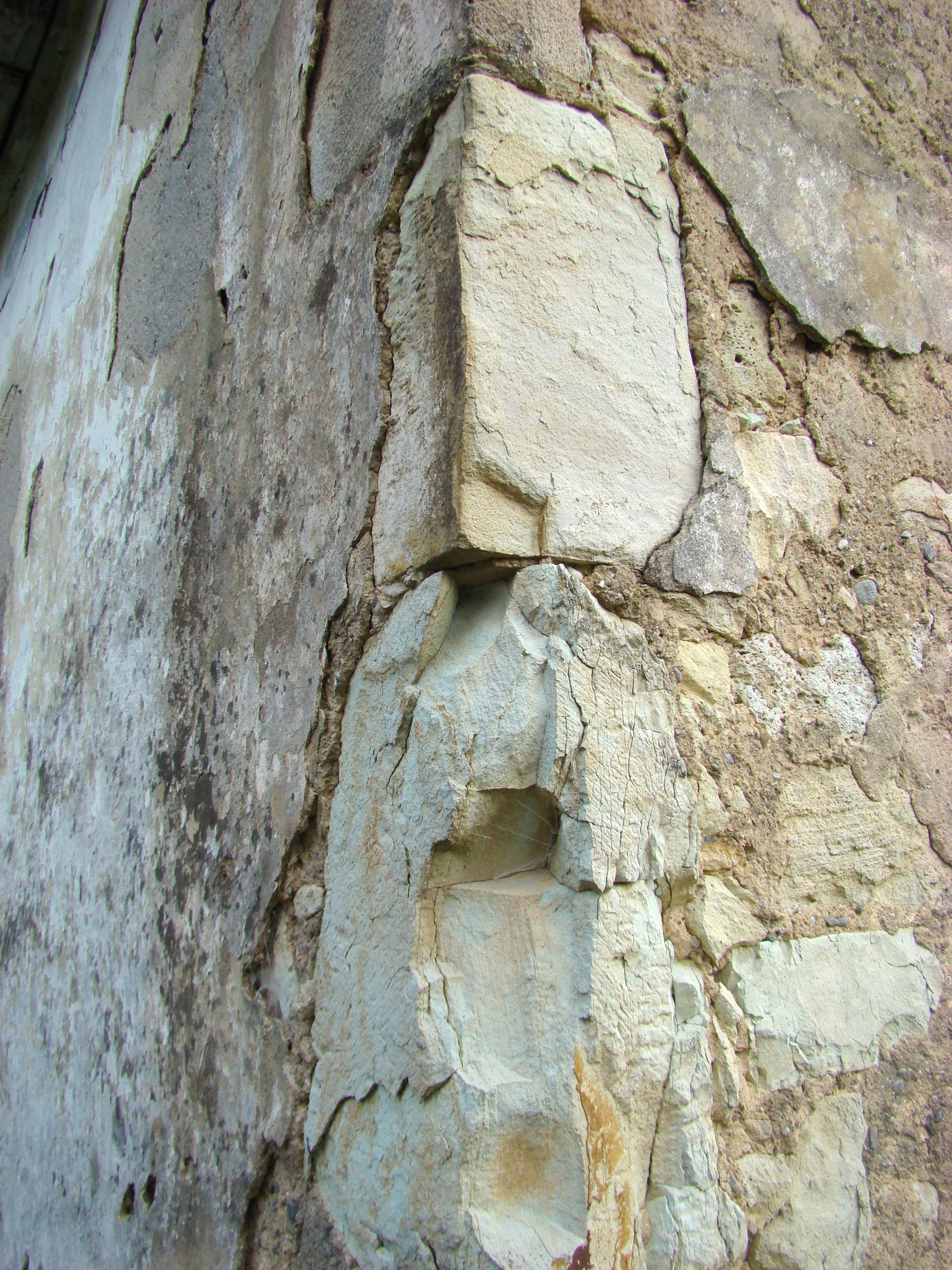
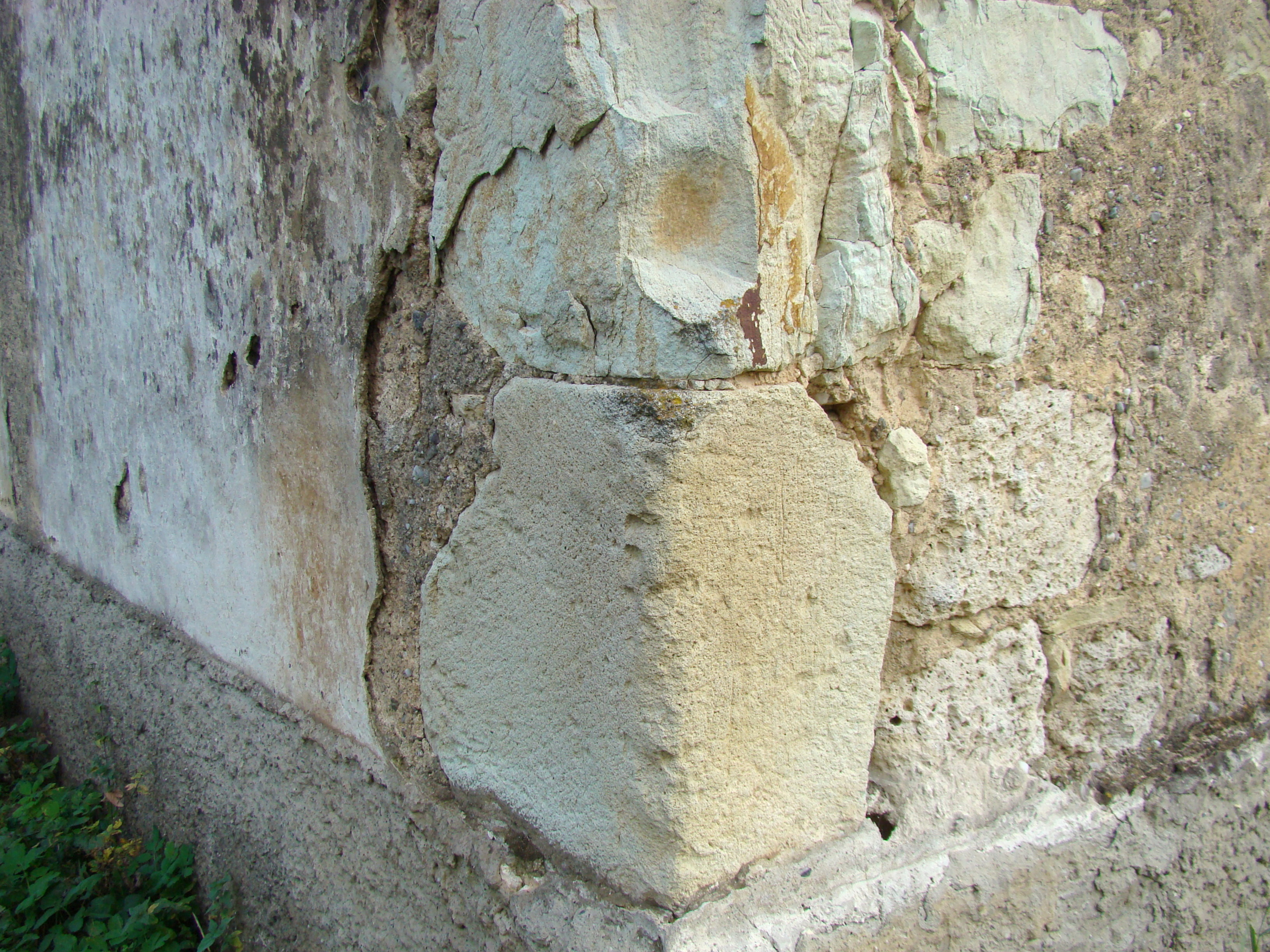

## Vezi și
- Panticeu, Cluj